# Світлий Путь
Світлий Путь (рос. Светлый Путь, ерз. Светлый Путь) — селище у складі Торбеєвського району Мордовії, Росія. Входить до складу Салазгорського сільського поселення.
Населення — 20 осіб (2010; 26 у 2002).
Національний склад станом на 2002 рік:
- мордва — 77 %